# Filosofisk fakultet
Filosofisk fakultet var en av de klassiska fyra fakulteterna vid universiteten.
Den filosofiska fakulteten hade sina rötter i vad som ursprungligen kallades de fria konsternas fakultet.

## Sverige
I Sverige uppdelades filosofisk fakultet 1956 i humanistisk och matematisk-naturvetenskaplig fakultet och 1964 tillkom även samhällsvetenskaplig fakultet inom det filosofiska området. Dessa tre fakulteter kom därigenom att benämnas de filosofiska fakulteterna. Begreppet filosofisk åsyftar således i detta sammanhang ett avsevärt bredare område än det nuvarande ämnet filosofi.
Inom den filosofiska fakulteten fanns före 1863 ej doktorsgrad; denna benämndes i stället magistergrad. Detta sammanhänger med att de tre övriga fakulteterna, den juridiska, den medicinska och den teologiska, ursprungligen betecknades som de högre fakulteterna. En kvarleva av denna uppdelning är traditionen att vid promotionen utdela en lagerkrans till dem som disputerat inom det filosofiska området, medan de övriga erhåller en doktorshatt. Ursprungligen krävdes också studier vid den filosofiska fakulteten för tillträde till någon av de högre fakulteterna. Detta krav försvann helt genom avskaffandet av juridisk preliminärexamen, mediko-filosofisk examen och teologisk-filosofisk examen.
Under senare år har genom ytterligare reformer fakultetsindelningen kommit att skilja sig åt vid olika lärosäten.